# منسى بن يوسف
مانيسّا أو مانسي أو منسي بن يوسف (بالعبرية: מנשה) هو الابن الأكبر للنبي يوسف من زوجته أسينات بنت كابوسيس، وله أخ أصغر منه اسمه إفرايم.